# David Desmecht
David Desmecht (né le 22 décembre 1992 à Grammont) est un coureur cycliste belge.

## Palmarès
- 2010
  - Champion de Flandre-Orientale du contre-la-montre juniors
  - 3e du championnat de Belgique du contre-la-montre juniors
- 2012
  - Classement général du Tour de Palencia
  - 3e du championnat de Belgique du contre-la-montre espoirs
- 2013
  - Champion de Flandre-Orientale sur route espoirs[1]
  - 4e étape du Tour de Namur
  - 2e du Tour du Pays Roannais
- 2022
  - 2e du Grand Prix d'Affligem